# Monte Diablotines
El monte  Diablotines (en francés: Morne Diablotins) (1447 m) es la mayor montaña y el mayor volcán en la isla caribeña de Dominica, pequeño estado insular localizado en las Antillas Menores. Toma su nombre del diablotín (Pterodroma hasitata) un ave de la región. La montaña se encuentra a algunos kilómetros al sudeste de la segunda mayor ciudad del país, Portsmouth y a 29 km al norte de Roseau, la capital. No ha tenido erupciones registradas en su historia.